# نايجل هاوورث
نايجل هاوورث (بالإنجليزية: Nigel Haworth)‏ هو سياسي بريطاني، ولد في 1951 في ويلز في المملكة المتحدة. حزبياً، نشط في حزب العمال النيوزيلندي.